# Attilor
Attilor (Attila) är släkte i familjen tyranner inom ordningen tättingar. Släktet omfattar sju arter som förekommer från nordvästra Mexiko till nordöstra Argentina och norra Bolivia:
- Roststjärtad attila (A. phoenicurus)
- Kanelattila (A. cinnamomeus)
- Ockraattila (A. torridus)
- Citronbukig attila (A. citriniventris)
- Vitögd attila (A. bolivianus)
- Gråhuvad attila (A. rufus)
- Gulgumpad attila (A. spadiceus)